# René de Castries
René de La Croix de Castries, llamado duque de Castries (6 de agosto de 1908 - 17 de julio de 1986) nacido en el castillo de la Bastide-d'Engras en Gard y fallecido en París, fue un historiador francés. Miembro de la Academia Francesa, a la cual fue elegido en 1972 para el asiento número 2.

## Datos biográficos
René de Castries pasó su infancia en Gard, en el castillo de Gaujac y en Nimes. En la región de su infancia inició sus estudios que continuó en el colegio de Saint-Jean de Fribourg y en la escuela Sainte-Geneviève de Versailles, antes de seguir los cursos de la Escuela libre de ciencias políticas en París, donde obtuvo su diploma en 1932. 
En 1935, adquirió el Castillo de Castries antigua casa familiar cerca de Montpellier que había sido habitado por la familia d'Harcourt. René de Castries restauró entonces algunas áreas del castillo y se dedicó a cultivar la vid.
En septiembre de 1939 fue movilizado a Líbano en razón de la Segunda Guerra Mundial. A su regreso en 1941, fue nombrado alcalde de la localidad y entonces inició su carrera literaria escribiendo la novela Mademoiselle de Méthamis, que fue merecedora del Premio Balzac.
En 1951, se instaló en París y comenzó su trabajo de historiador con una biografía del mariscal de Castries que lo hizo acreedor al Premio de la Academia Francesa. A partir de entonces publicó regularmente un volumen de historia por año orientándose principalmente al periodo de 1750-1850. Obtuvo entonces el Premio Historia por su libro Mirabeau ou l’échec du destin en 1961 y también el Premio de Embajadores en 1968 por el conjunto de su obra histórica.
El duque de Castries fue elegido miembro de la Academia Francesa en 1972. Fue también designado mantenedor de la Academia de los Juegos Florales en 1977.
En 1985, donó al Instituto de Francia su castillo de Castries. Su último libro, obra póstuma, estuvo referido a Claudine Guérin de Tencin, mujer de letras francesa, madre del matemático y enciclopedista Jean le Rond D'Alembert.

## Reconocimientos
- Oficial de la Legión de Honor
- Comendador de Artes y Letras
- Caballero al Mérito agrícola

## Obra
- Mademoiselle de Méthamis, novela, Premio Balzac, París, Calmann-Lévy, 1945
- Monsieur de Gerland, novela, París, Jean Vigneau, 1947
- Les Ténèbres extérieures, novela, París, La Colombe, 1951
- Le Maréchal de Castries, París, Fayard, 1956
- Languedoc méditerranéen, en colaboración con André Chamson, París, Hachette, 1956
- Le Château de Castries, André Barry, 1958
- Le Testament de la Monarchie. Tome I : L’indépendance américaine, Premio de Gens de France 1959, París, Fayard, 1958
- Le Testament de la Monarchie. Tome II : L’Agonie de la Royauté, París, Fayard, 1959
- Les Rencontres de Stanley, París, France-Empire, 1960
- Mirabeau ou l’échec du Destin, Premio Historia, París, Fayard, 1960
- Le Règne de Louis XVI, Club du livre, 1961
- Le Testament de la Monarchie. Tome III : Les Émigrés, París, Fayard, 1962
- Maurice de Saxe, París, Fayard, 1963
- La Conspiration de Cadoudal, París, Del Duca, 1964
- Les guerres de Louis XIV et de Louis XV, París, Plon-Perrin, 1964
- Le Testament de la Monarchie. Tome IV : De Louis XVIII à Louis-Philippe, París, Fayard, 1965
- La vie quotidienne des émigrés, París, Hachette, 1966
- Orages sur l’Église, SPES, 1967
- Madame du Barry, Prix des Ambassadeurs 1968, París, Hachette, 1967
- Louis XVIII, portrait d’un roi, París, Hachette, 1969
- Le Testament de la Monarchie. Tome V : Le Grand Refus du Comte de Chambord, Prix du Nouveau Cercle, París, Hachette, 1970
- Henri IV, Roi de Cœur, Roi de France, París, Larousse, 1970
- Histoire de France des origines à 1970, París, Robert Laffont, 1971
- Madame Récamier, París, Larousse, 1971
- Figaro ou la vie de Beaumarchais, París, Hachette, 1972
- La fin des Rois. Tome I : Louis XVIII à la recherche de son Royaume (1789-1815), París, Tallandier, 1972
- La fin des Rois. Tome II : La France de Louis XVIII (1815-1824), París, Tallandier, 1972
- La fin des Rois. Tome III : Charles X (1757-1836), París, Tallandier, 1972
- La fin des Rois. Tome IV : Louis-Philippe, Roi des Français (1830-1840), París, Tallandier, 1973
- La fin des Rois. Tome V : L’écroulement de la Monarchie (1840-1848), París, Tallandier, 1973
- La conquête de la Terre Sainte par les Croisés, París, Albin Michel, 1973
- La Fayette, pionnier de la liberté, París, Hachette, 1974
- La France et l’indépendance américaine, París, Librairie académique Perrin, 1975
- Chateaubriand ou la puissance du songe, París, Librairie académique Perrin, 1976
- Papiers de famille, París, France-Empire, 1977
- L’aube de la Révolution, réédition de l’Agonie de la royauté, París, Tallandier, 1978
- La vieille dame du quai Conti, París, Librairie académique Perrin, 1978
- Rois et reines de France, París, Tallandier, 1979
- Les rendez-vous de l’Histoire, París, Librairie académique Perrin, 1979
- Louis-Philippe, París, Tallandier, 1980
- La Terreur blanche, París, Librairie académique Perrin, 1980
- La Pompadour, 1983
- Monsieur Thiers, París, Librairie académique Perrin, 1983
- La reine Hortense, 1984
- Julie de Lespinasse, 1985
- La scandaleuse Madame de Tencin, París, Librairie académique Perrin, 1986 (póstuma)